# Treffort-Cuisiat
Treffort-Cuisiat è un comune francese soppresso e frazione del dipartimento dell'Ain della regione dell'Alvernia-Rodano-Alpi. Dal 1º gennaio 2016 si è fuso con il comune di Pressiat per formare il nuovo comune di Val-Revermont.

## Storia
Il comune di Treffort-Cuisiat era stato creato il 1º dicembre 1972 dalla fusione di Treffort e di Cuisiat.

## Società

### Evoluzione demografica
Abitanti censiti